# 斑竹园街道 (成都市)
斑竹园街道，是中华人民共和国四川省成都市新都区下辖的一个乡镇级行政单位。2007年新都区增设斑竹园街道，街道办事处与斑竹园镇政府合署办公，实行“两块牌子、一套人员”。2019年12月，撤销马家镇 (成都市)、斑竹园镇，设立斑竹园街道，以原马家镇和原斑竹园镇所属行政区域为斑竹园街道的行政区域，斑竹园街道办事处驻复兴街66号。

## 行政区划
斑竹园镇下辖以下地区：
斑竹园社区、竹友场社区、雅雀口社区、忠义社区、莲塘子社区、柏水社区、丰收社区、白云社区、踏水社区、杨柳社区、金文社区、公益社区、檀木社区、福田社区、旃檀社区、大江社区、顺江村、安乐村、大夫村、华藏村、雷家村、三河村和仁和村。